# Ziltendorf
Ziltendorf (pol. hist. Sułocin) – gmina w Niemczech, w kraju związkowym Brandenburgia, w powiecie Oder-Spree, wchodzi w skład Związku Gmin Brieskow-Finkenheerd.